# Victor Félix Schiffner
Victor Félix Schiffner o Viktor Ferdinand Schiffner (Böhmisch-Leipa, 10 de agosto de 1862-Baden bei Wien, 1 de diciembre de 1944) fue un briólogo austríaco especializado en el estudio de las hepáticas.

## Biografía
Estudió ciencias naturales en la Universidad de Praga, donde trabajó posteriormente como profesor y como ayudante de Heinrich Moritz Willkomm en el jardín botánico. En 1893-1894 estuvo destinado en la Indias Orientales Neerlandesas, que se basa en el Jardín Botánico de Buitenzorg - mientras que en el ínterin realizaba la recogida de especímenes de hepáticas en laS islas de Java y Sumatra. En 1895 regresó a Praga, donde fue nombrado profesor de botánica en la universidad.
En 1901 participó en una misión patrocinada por el gobierno hasta el sur de Brasil, donde recogió las briofitas . Después de regresar a Austria, fue nombrado profesor en la Universidad de Viena, donde permaneció hasta 1932 (año de su jubilación). Durante la última parte de su carrera, concentró sus energías en la flora nativa de Europa. Su herbario personal contenía cincuenta mil hepáticas y musgos, una colección que fue adquirida por la Universidad de Harvard en 1931.

## Algunas publicaciones
Fue editor de la sección de Hepaticae en Engler y Prantl's Die Natürlichen Pflanzenfamilien. Las siguientes son algunas de sus principales escritos:
- Monographia Hellebororum, 1890

- Conspectus hepaticarum archipelagi Indici, 1898

- Die Hepaticae der Flora von Buitenzorg, 1900

- Kritische Bemerkungen über die europäischen Lebermoose mit Bezug auf die Exemplare des Exsiccatenwerkes Hepaticae europeae exsiccatae, 1901

- Hepaticae (Lebermoose), 1909

- Bryophyta (Sphagnales - Bryales - Hepaticae), (con Carl Friedrich Warnstorf y Wilhelm Mönkemeyer), 1914. En: Adolf Pascher's "Süsswasser-flora. Deutschlands, Österreichs und der Schweiz".

- 1915. Studien über Algen des adriatischen Meeres (Estudios sobre las algas del mar Adriático).[4]

- Giftige und essbare Pilze, Viena 1918

- Giftige und essbare Beeren, Viena 1918

- Botanik, Viena, 2ª ed. 1919

- Die Existenzgründe der Zellbildung und Zellteilung, der Vererbung und Sexualität, Jena: G. Fischer 1926

- Neo-Darwinismus metaphysisch begründet durch das Allgemeine Zweckmässigkeitsgesetz, Jena : G. Fischer, 1926

- Relativitäts-Prinzip und Gravitations-Problem, Voigtländer, 1931

- Das Wesen des Alls und seiner Gesetze, Leipzig, Voigtländer, 1932

- Die Probleme des Raumes und der Zeit und die Vorstellung der realen Unendlichkeit, Leipzig: Voigtländer 1934

- Die Speise-Schwämme und ihre Doppelgänger, Krakau 1943

## Honortes

### Eponimia
Géneros
- Schiffneria, Franz Stephani, 1894
- Schiffnerina, Otto Kuntze, 1903
- Schiffnerula Franz Xaver Rudolf von Höhnel, 1909
- Schiffneriolejeunea Inez Clare Verdoorn, 1933[2]

Especies, más de 20
- (Dryopteridaceae) Dryopteris schiffneri C.Chr.[5]

- (Gesneriaceae) Paliavana schiffneri (Fritsch) Handro[6]

- (Meliaceae) Epicharis schiffneri (F.Muell.) Harms[7]
- La abreviatura «Schiffn.» se emplea para indicar a Victor Félix Schiffner como autoridad en la descripción y clasificación científica de los vegetales.[8]

## Abreviatura (zoología)
La abreviatura Schiffner  se emplea para indicar a Victor Félix Schiffner como autoridad en la descripción y taxonomía en zoología.